# Monica Davidescu
Monica Mariana Davidescu (n. 6 august 1972, Câmpina) este o actriță română, cunoscută începând cu debutul ei pe scena Teatrului Național din București. Din octombrie 1998 activează în cadrul Teatrului Național „Ion Luca Caragiale” din București.

## Date biografice
Monica Davidescu este căsătorită (din 2006) cu Aurelian Temișan. Cei doi au o fetiță, Dora Maria.

## Cariera
A absolvit Facultatea de Artă Teatrală și Cinematografică, secția actorie, la clasa profesorului Grigore Gonța. Înainte de a fi actriță a fost învățătoare, dansatoare și model. În toamna anului 1992, la vârsta de 19 ani a venit în capitală, unde timp de trei ani a fost secretară, manechin într-un magazin de haine, făcând parte și dintr-o trupă de dans. Din 1998 joacă pe scenă Teatrului Național din București. În stagiunea 2009-2010 a jucat în Visul unei nopți de vara, Take, Ianke și Cadîr, Sânziana și Pepelea, Molto, gran'impressione și Comedia norilor. A mai jucat și pe scena Teatrului de Comedie în „Lysistrata” de Aristofan, regia Grigore Gonța.
Monica Davidescu a jucat în filme ca Natures mortes în 2000, Vlad  (2003), Ticăloșii (2007). A jucat și în câteva seriale TV cum ar fi Cu un pas înainte, în 2007, iar în 2008 a jucat în Vine poliția!.
În toamna anului 2012, Monica Davidescu a participat la “Dansez pentru tine” ca parteneră a lui George Bochian. A rezistat doar o ediție. La repetițiile pentru dansul în ploaie, concurentul a alunecat și a căzut peste ea, accidentând-o grav la picioare. La un an după incident, actrița a dat postul de televiziune în judecată.

## Filmografie
- Omul zilei (1997)[6] - regia Dan Pița;
- Ticăloșii (2007)[7] - balerina, regia Șerban Marinescu;

- Omega Rose (2014)
- Boeing Boeing (2013)
- Fratii (2012) - Aneta
- O zi obișnuită de sâmbătă (2009)
- Vine poliția! (2008) ca Roxana Dima
- Cu un pas înainte (2007) ca Edith Dinescu
- Greșeala din trecut (2007)
- Fix alert (2005)[8] - regia Florin Piersic jr.
- Vlad (2003) ca Linsey
- Frumoasa călătorie a urșilor panda povestită de un saxofonist care avea o iubită la Frankfurt (TV) / (2001) ca Ea, în regia lui Jon Gostin
- Soul- Consilier Jerry A (dialog română)[9][10]